# Crassula viridis
Crassula viridis ist eine Pflanzenart der Gattung Dickblatt (Crassula) in der Familie der Dickblattgewächse (Crassulaceae).

## Beschreibung
Crassula viridis ist eine mit aufgerichtetem Ende kriechende krautige Pflanze. Ihre schmal dreieckigen Laubblätter sind 6 bis 9 Millimeter (selten 4 bis 10 Millimeter) lang. Ihre Spitze ist zugespitzt.
Je Knoten wird eine vierzählige Blüte ausgebildet. Der Blütenstiel ist 0,6 bis 1 Millimeter (selten 0,4 bis 4 Millimeter) lang. Ihre 0,7 bis 0,8 Millimeter langen und 0,5 bis 0,7 Millimeter breiten Kelchblätter sind dreieckig. Die ebenfalls dreieckigen, zugespitzten Kronblätter sind 1,3 Millimeter lang und 0,6 Millimeter breit. Die fadenförmigen Nektarschüppchen weisen eine Länge von 0,6 Millimeter auf. Je Fruchtblatt werden sechs bis zwölf Samen ausgebildet. Die länglichen bis schmal nierenförmigen Samen sind rötlich braun, längsgestreift und tragen einzelne Papillen. Sie sind 0,5 bis 0,54 Millimeter (selten ab 0,46 Millimeter) lang und 0,2 Millimeter (selten 0,18 bis 0,23 Millimeter) breit.

## Systematik und Verbreitung
Crassula viridis ist in den Vereinigten Staaten in den Bundesstaaten Idaho  und Arizona sowie in Mexiko und Brasilien terrestrisch am Rand von Teichen und Flüssen oder wasserlebend in seichtem Wasser verbreitet.
Die Erstbeschreibung als Tillaea viridis durch Sereno Watson wurde 1888 veröffentlicht. Marie Bywater und Gerald Ernest Wickens stellten die Art 1984 in die Gattung Crassula.
Ein weiteres nomenklatorisches Synonym ist Tillaeastrum viride (S.Watson) Britton (1903).

## Nachweise